# Петраковское (озеро)
Петраковское — ледниковое озеро в Смоленской области России в Демидовском районе, на территории национального парка Смоленское поозёрье. Через реки Васильевка и Ельша озеро связано с бассейном Западной Двины.